# Switz City
Switz City – miasto w Stanach Zjednoczonych, w stanie Indiana, w hrabstwie Greene.